# Idiocerus vanduzeei
Idiocerus vanduzeei är en insektsart som beskrevs av Hamilton 1980. Idiocerus vanduzeei ingår i släktet Idiocerus och familjen dvärgstritar. Inga underarter finns listade i Catalogue of Life.